# Maha Kali (roi)
Maha Kali (sanskrit : महा काली, ? - 1452) ou Ma-kha Quý-lai ( 摩訶貴來 ), est le roi du Royaume de Champā de la XIVe dynastie Cham. Il règne de 1441 à 1442 et de 1446 à 1449.

## Contexte
Maha Kali est le neveu et successeur de Maha Vijaya. Il est reconnu par l'empereur de Chine et le Dai Viet et en 1447 il paie le tribut à Ming Yingzong et à Lê Nhân Tông. Il est détronné et emprisonné par son frère Maha Kaya et meurt en 1453